# Микушкино (Волжский район)
Микушкино (мар. Мучашъер: от мучаш — «конец» и ер — «озеро») — деревня в Волжском районе Республики Марий Эл России. Входит в состав Большепаратского сельского поселения.

## География
Деревня находится в юго-восточной части республики, в пределах Мари-Турекского плато, в зоне хвойно-широколиственных лесов, на берегах реки Ашланка, при автодороге 88К-011, на расстоянии примерно 14 километров (по прямой) к северо-востоку от города Волжска, административного центра района. Абсолютная высота — 109 метров над уровнем моря.

### Климат
Климат характеризуется как континентальный, умеренно влажный, с длительной снежной зимой и коротким жарким летом. Среднегодовая температура воздуха — 2,3 °С. Средняя температура воздуха самого тёплого месяца (июля) — 18,2 °C (абсолютный максимум — 38 °C); самого холодного (января) — −13,7 °C (абсолютный минимум — −47 °C). Среднегодовое количество атмосферных осадков составляет 491 мм, из которых 352 мм выпадает в период с апреля по октябрь.

### Часовой пояс
Деревня Микушкино, как и вся Марий Эл, находится в часовой зоне МСК (московское время). Смещение применяемого времени относительно UTC составляет +3:00.

## Население
| 2002 | 2010 |
| ---- | ---- |
| 139  | ↗190 |

### Национальный состав
Согласно результатам переписи 2002 года, в национальной структуре населения марийцы составляли 99 % из 139 чел.